# Are a Drag
Are a Drag è il secondo album della cover band statunitense Me First and the Gimme Gimmes pubblicato per la Fat Wreck Chords nel 1999. Questo album è fatto di cover di colonne sonore di film degli anni settanta e degli anni ottanta come Grease, The Rocky Horror Picture Show e The Phantom of the Opera.

## Tracce
1. Over the Rainbow - 1:31 - (Colonna sonora originale de Il mago di Oz)
2. Don't Cry for Me Argentina - 2:29 - (Colonna sonora originale di Evita)
3. Science Fiction Double Feature - 2:34 - (Colonna sonora originale di The Rocky Horror Picture Show) mp3
4. Summertime - 2:09 - (Colonna sonora originale di Porgy and Bess)
5. Favourite Things - 1:52 - (Colonna sonora originale di The Sound of Music) - (Musiche originali: Bad Religion - Generator)
6. Rainbow Connection - 2:18 - (Colonna sonora originale di The Muppet Movie)
7. Phantom of the Opera Song - 1:45 - (Colonna sonora originale di The Phantom of the Opera)
8. I Sing the Body Electric - 1:43 - (Colonna sonora originale di Fame)
9. It's Raining on Prom Night - 2:56 - (Colonna sonora originale di Grease)
10. Tomorrow - 1:30 - (Colonna sonora originale di Annie) - (Musiche originali: Cheap Trick - Surrender)
11. What I Did for Love - 1:46 - (Colonna sonora originale di A Chorus Line)
12. Cabaret - 3:23 - (Colonna sonora originale di Cabaret)

## Formazione
- Spike Slawson - voce
- Joey Cape - chitarra
- Chris Shiflett - chitarra
- Fat Mike - basso, voce
- Dave Raun - batteria